# Bretherton
Pour les articles homonymes, voir Bretherton (homonymie).
Bretherton est un village du borough de Chorley situé dans le Lancashire en Angleterre.